# Adelaide Hanscomová Leesonová

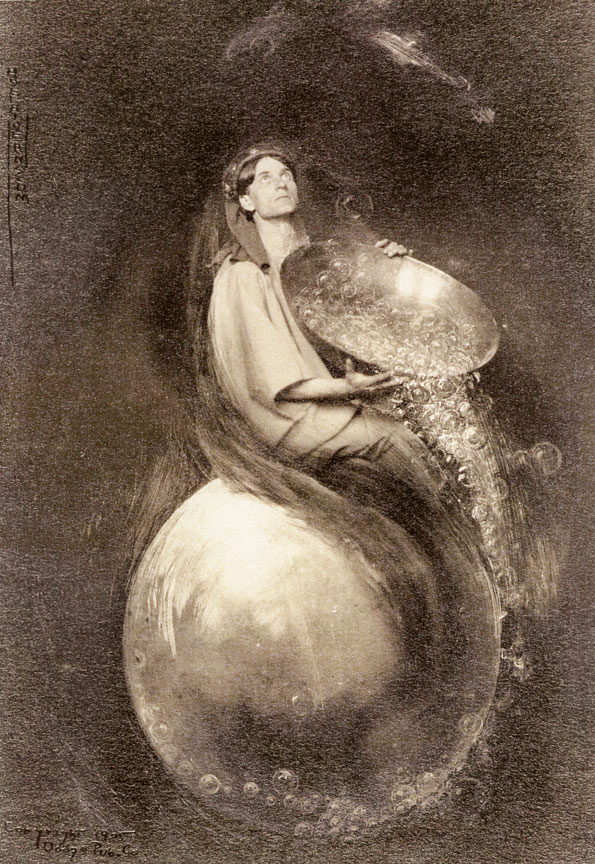
Adelaide Hanscomová Leesonová: "The Eternal Saki", publikováno v The Rubaiyat of Omar Khayyam, 1905

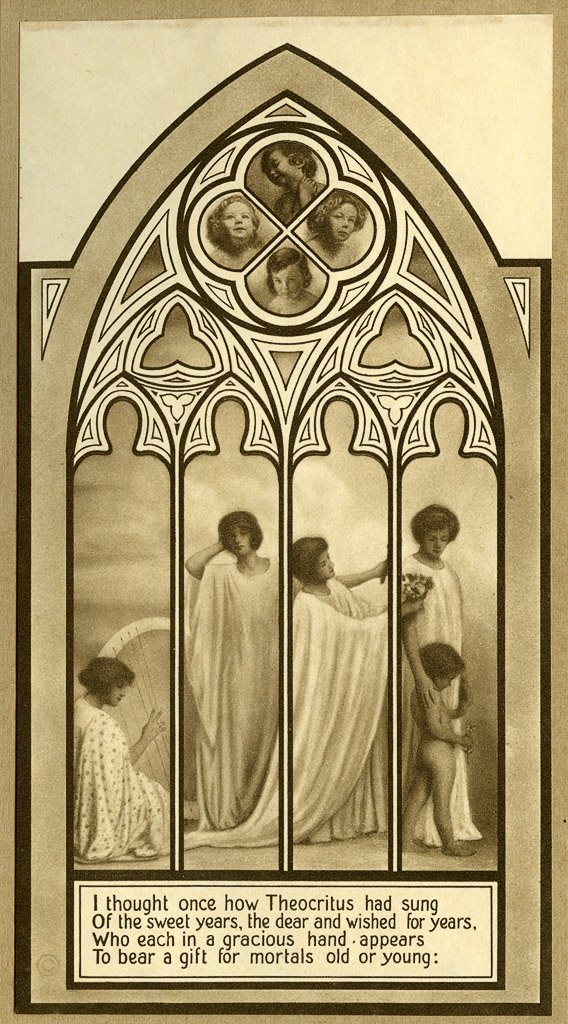
Portugalské sonety, 1916

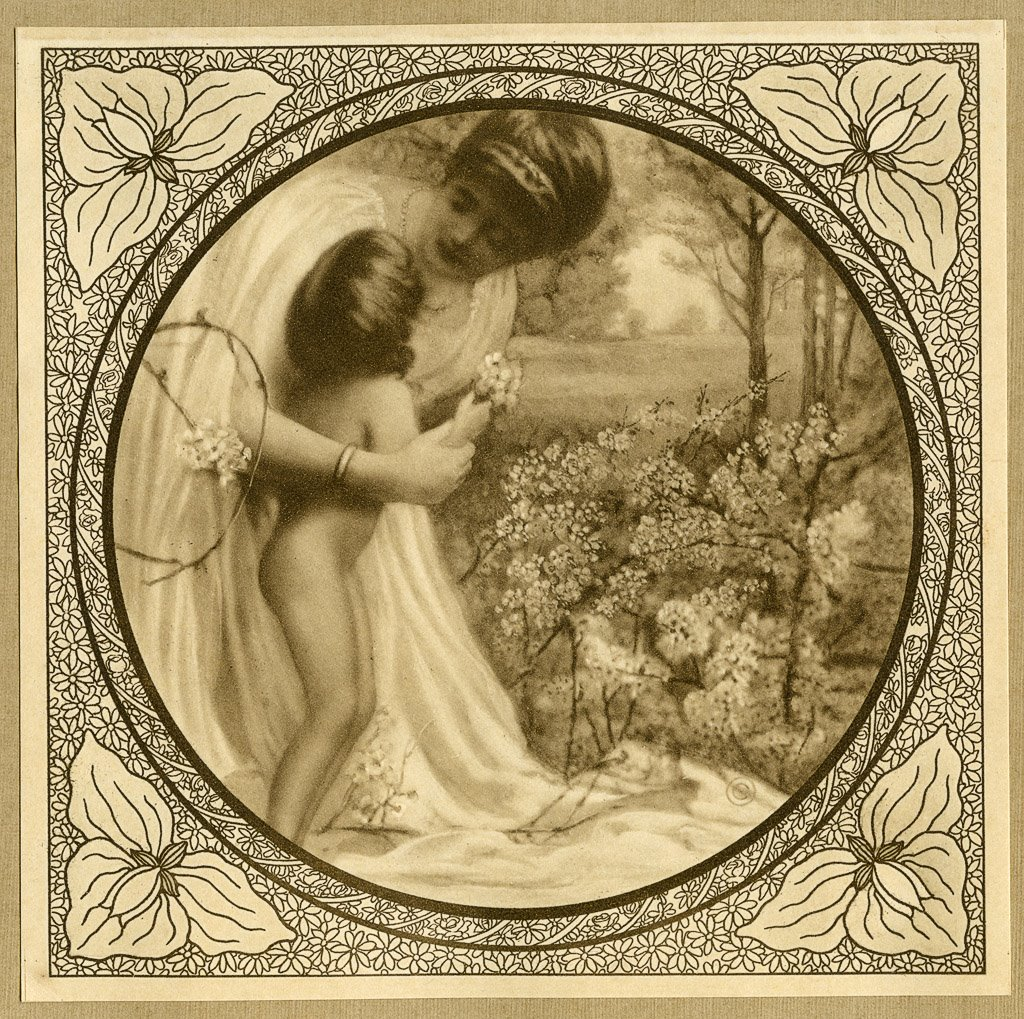
Portugalské sonety, 1916

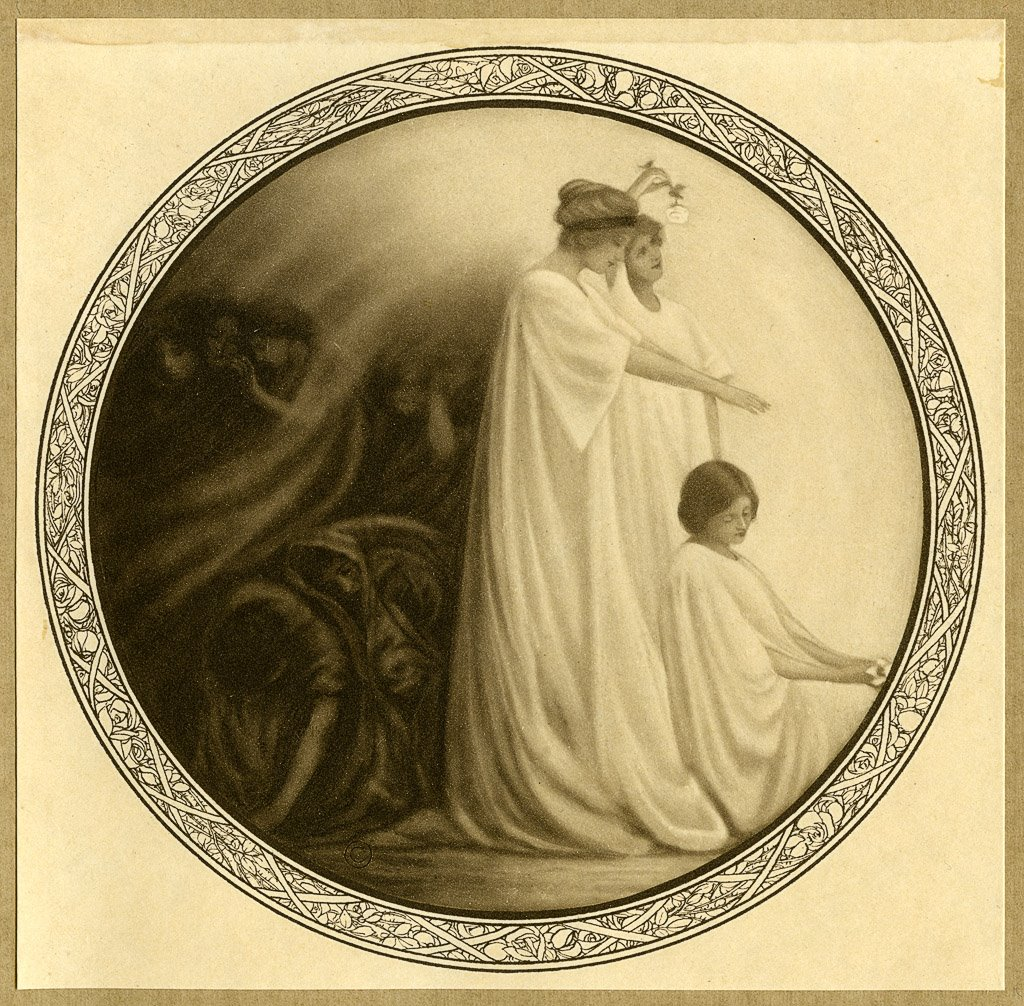
Portugalské sonety, 1916

Adelaide Hanscomová Leesonová (nepřechýleně Hanscom Leeson; 25. listopadu 1875 Empire City (nyní Coos Bay) Oregon – 19. listopadu 1931) byla americká umělkyně a fotografka aktivní na počátku 20. století, která jako jedna z prvních využívala fotografie k ilustracím literárních děl. Je známá především svými portrétními fotografiemi a ilustracemi knih Čtyřverší Omara Chajjáma a Portugalské sonety E. B. Browningové. Společně s fotografkami Emily Pitchfordovovou a Laurou Adams Armerovou se řadí mezi piktorialistky.

## Život

### Mládí
Adelaide Marquand Hanscomová se narodila v Empire City (nyní Coos Bay, Oregon) v roce 1875, jako čtvrtá ze šesti dětí narozených otci Meldonu LeRoyovi (1869-1919) a matce Louise Hyde Hanscomové (1845-1923). Byla jednou z dvojčat, ale druhé dítě zemřelo ještě před narozením.
Když jí bylo šest, její rodina se vrátila do jejich předchozího domova v Berkeley v Kalifornii, aby tam děti získaly lepší vzdělání. Jejich otec absolvoval Harvard, byl vzdělaným obchodníkem, který se později stal auditorem města Berkeley.
Hanscomová se začala věnovat umění během svého mládí, později studovala umění a design na University of California a na Ústavu umění Mark Hopkinse (Mark Hopkins Institute of Art). Jejími spolužačkami v ústavu byly fotografky Emily Pitchfordová a Laura Adams Armerová, které v té době založily své vlastní fotostudio a Hanscomová během spolupráce s nimi rozšířila to, co se dozvěděla o fotografování ve škole. Byla také známá tím, že navštěvovala fotografku Anne Brigmanovou, která jí pravděpodobně naučila některé své techniky tisku.
V roce 1902 založila obchodní studio v San Francisku s kolegou fotografem Blanchem Cummingsem a již brzy poté začali přijímat provize za portréty a komerční práce. Na Třetím fotografickém salonu v San Franciscu v roce 1903 vystavovala Hanscomová pět tisků, včetně vysoce uznávané studie s názvem Matka a dítě. Jeden kritik, poté co zhlédl její díla na výstavě, o autorce řekl, že má "zajištěné své místo mezi předními piktorialisty na pobřeží Tichého oceánu". Tato výstava byla pro Hanscomovou důležitá, jelikož její díla poprvé viděli Alfred Stieglitz, Edward Steichen a Gertrude Käsebierová, což byli čelní představitelé piktorialistického hnutí v New Yorku. V důsledku svého nedávného uznání, byla po jejím umění vysoká poptávka. Byla tak úspěšná, že když se jí novinář zeptal, zda se cítí dostatečně finančně odměňována, odpověděla „štědře“.

### Omar Chajjám:Čtyřveší
Na konci roku 1903 začala pracovat na sérii fotografií pro ilustraci výběru klasických čtyřverší (persky rubajját/Robáijját) perského básníka Omara Chajjáma. Pojem ilustrované literární práce s výtvarným uměním fotografie byl v té době nový a Čtyřverší byla jednou z prvních amerických knih v tomto žánru.
Požádala některé známé kalifornské literární osobnosti, včetně Joaquina Millera, George Sterlinga a George Whartona Jamese, aby pro její projekt stáli modelem.
Viděla projekt jako skloubení klasické literární publikace a metaforu tehdejší doby. V novinovém rozhovoru řekla, že se rozhodla pro ilustrování Čtyřverší, protože to představovalo "výraz boje lidské duše za pravdu a proti úzkoprsému vlivu dogmatického náboženství té doby."
V roce 1905 publikovala první vydání Čtyřveší, které se stalo národní senzací. Noviny jejího rodného města o ní psali jako o ...dívce z Berkeley, jejíž 'Omarovské' fotografie vylekají literární kritiky. Vzhledem k vysoké poptávce následovalo několik dalších vydání, včetně svazku s plnobarevnými stránkami z roku 1914. Dnes je tato práce uznávána pro svou svěží krásu a také kvůli tomu, že jako jedna z prvních publikací v Americe znázorňovala na fotografiích nahotu mužů.
Její úspěch však přerušilo sanfranciské zemětřesení v roce 1906 a oheň. Fotografické studio bylo zcela zničeno i se všemi negativy pro Čtyřverší. Malý počet výtisků přežil v bezpečí, ale jediné fotografie z tohoto projektu jsou pouze v knihách samotných. Musela začít podnikat od začátku a vést nový život. Jelikož v oblasti, kde doposud žila a pracovala byla nyní většinou neobyvatelná, sbalila si své věci a odstěhovala se do Seattlu. Tam brzy vybudovala nové studio spolu s fotografkou Gertrude Wilsonovou a dalších pět let dělala komerční portréty pro významné rodiny v této oblasti. Její fotografie byly často otiskovány na stránkách novin Seattlu.
Ve stejném roce Alfred Stieglitz přijal Hanscomovou za členku jeho sdružení Fotosecese. Není známo, jak se o její práci dozvěděl, ani neexistuje žádný záznam ze dvou jejich setkáních. Nicméně - od prosince 1906 do začátku roku 1907 - Stieglitz vystavil dvě její díla na členské výstavě v galerii 291 v New Yorku.
Hanscomové práce ani tvořivost po přesunu do jiného města netrpěla. Okamžitě začala pracovat na novém projektu, na ilustraci Portugalských sonetů (Sonnets from the Portuguese) Elizabethy Barrettové-Browningové. Práce na projektu byly několikrát přerušeny a trvalo mnoho let, než byl dokončen.

### Pozdější léta
V roce 1911 se přestěhovali do Danville v Kalifornii, kde její manžel pracoval v zemědělství. Ona si opět zřídila temnou komoru a brzy pokračovala ve své práci. V roce 1912 se jim narodila dcera Catherine. Hanscomová pečovala o své dvě děti, fotografovala a občas sama vedla rodinnou farmu. V roce 1914 se rodina přestěhovala do Kelloggu v Idaho, kde její muž Gerald opět pracoval na projektu těžby. Adelaide se s dětmi vrátila do Danville, kde zůstali do konce roku a Gerald zůstal v Kelloggu většinu roku 1915.
V roce 1916 mohla konečně vyjít kniha Portugalské sonety. První vydání obsahovalo dvacet fotogravur a brzo poté následovaly další dvě vydání díky velké popularitě díla.
Brzy poté využívala své děti jako modely pro ilustrace říkadel a básní, ale kvůli nepředvídaným událostem nikdy nebyl nikdy tento projekt dokončen.
Ve stejném roce její manžel Gerald narukoval do kanadské armády, aby bojoval v první světové válce a odešel do Evropy. Během několika týdnů byl však zabit v akci. Kombinace této ztráty včetně smrti jejího otce o tři roky později způsobil její pád do hluboké deprese. Začala se někdy chovat iracionálně a byla několikrát hospitalizována v ústavu pro mentálně postižené. Nikdy již nepokračovala ve svých fotografických dílech, a jak jeden spisovatel poznamenal, „zbývajících šestnáct let jejího života se zdály být bezradnou sérií putování s jejími dětmi v závěsu“. Přestěhovala se krátce do Anglie, aby byla v blízkosti svého mrtvého manžela, ale nakonec se vrátila do Kalifornie a žila se svou dcerou.
V listopadu 1931 tragicky zahynula při dopravní nehodě na ulici. Její umění bylo mnoho let zapomenuto, ale od roku 2008 jsou její práce opět uznávány pro svou kreativitu, krásu a půvab.

## Galerie

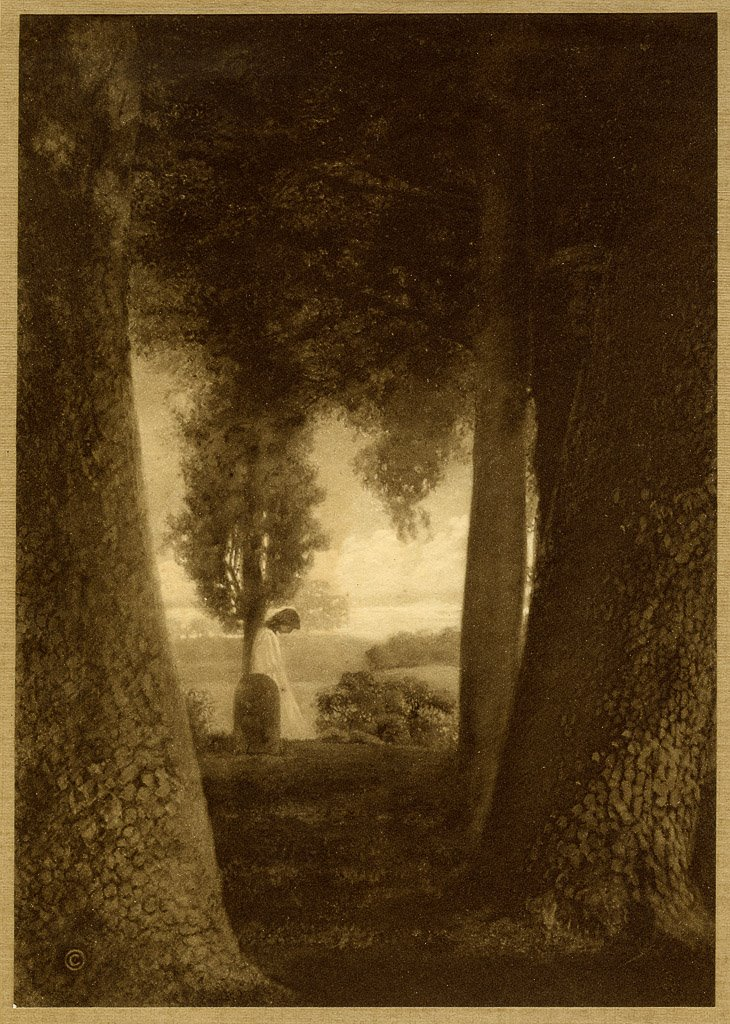
Portugalské sonety, 1916
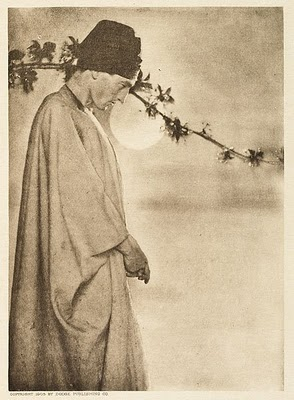
Fotografie, portrét George Sterlinga pro knihu Rubaiyat Omara Khayyam, 1905
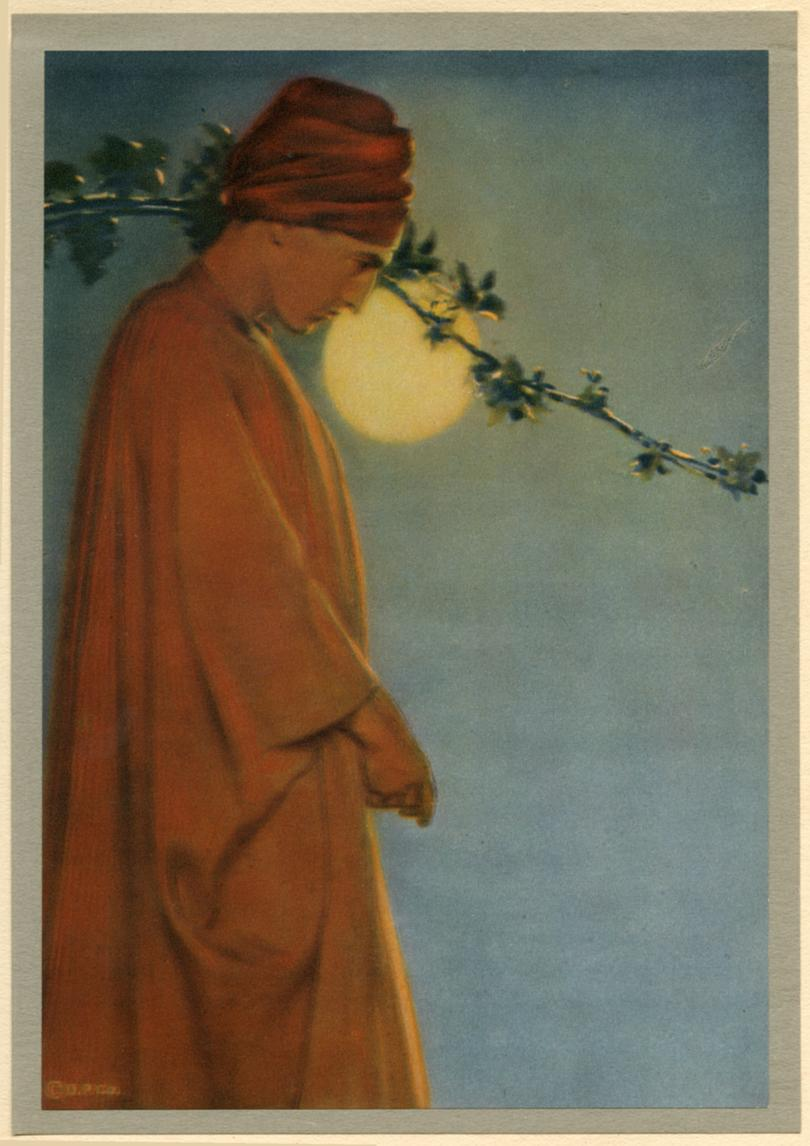
Ruby kindles in the vine, Rubaiyat Omara Khayyam
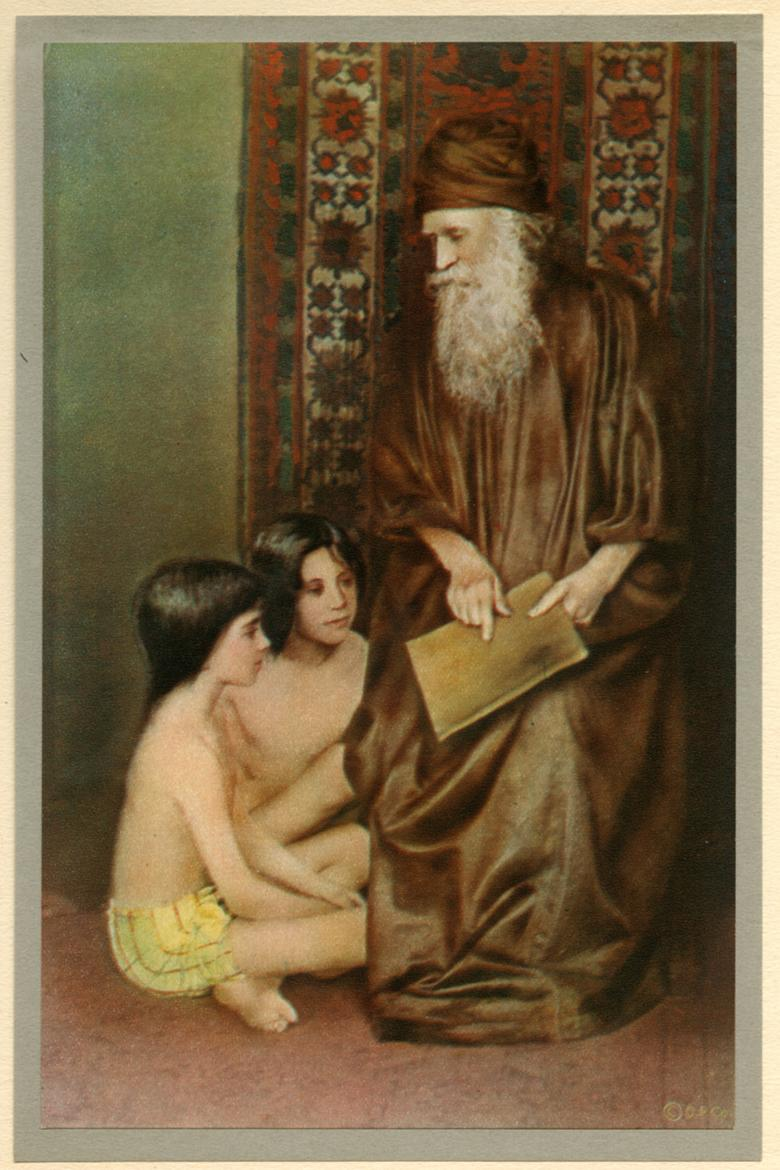
Myself when young did frequentDoctor and saint, Rubaiyat Omara Khayyam
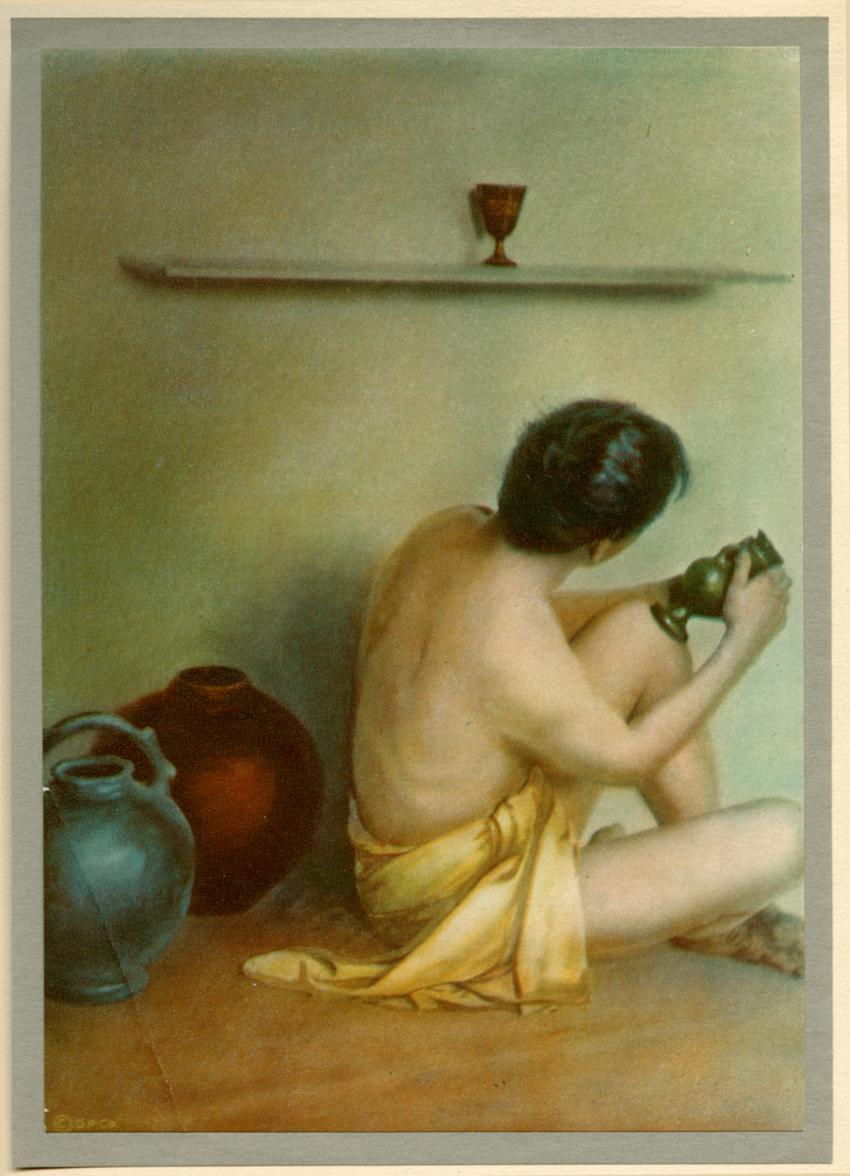
Potter thumping his wet Clay, Rubaiyat Omara Khayyam
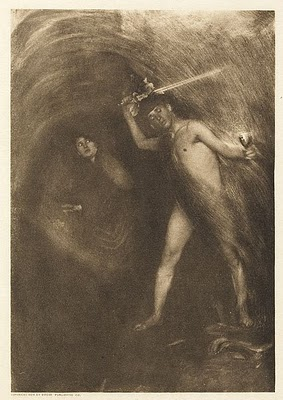
Rubaiyat Omara Khayyam
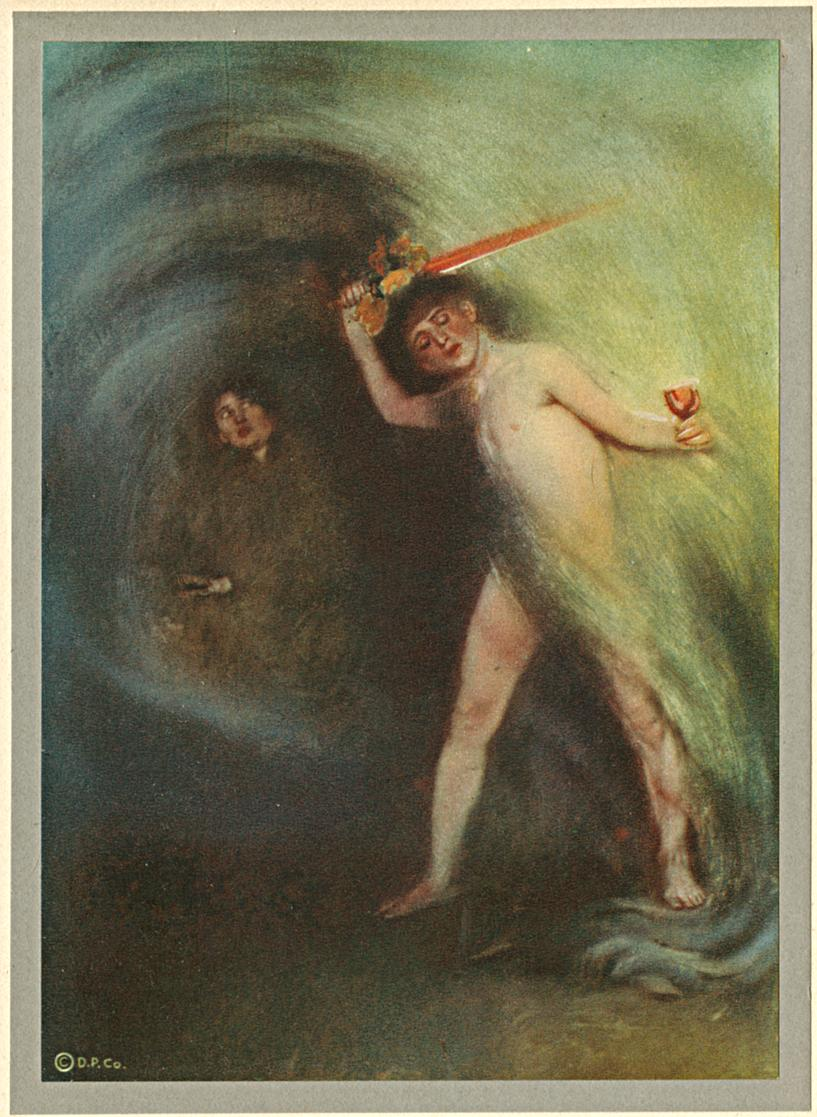
Lured with hope of some Diviner Drink, Rubaiyat Omara Khayyam
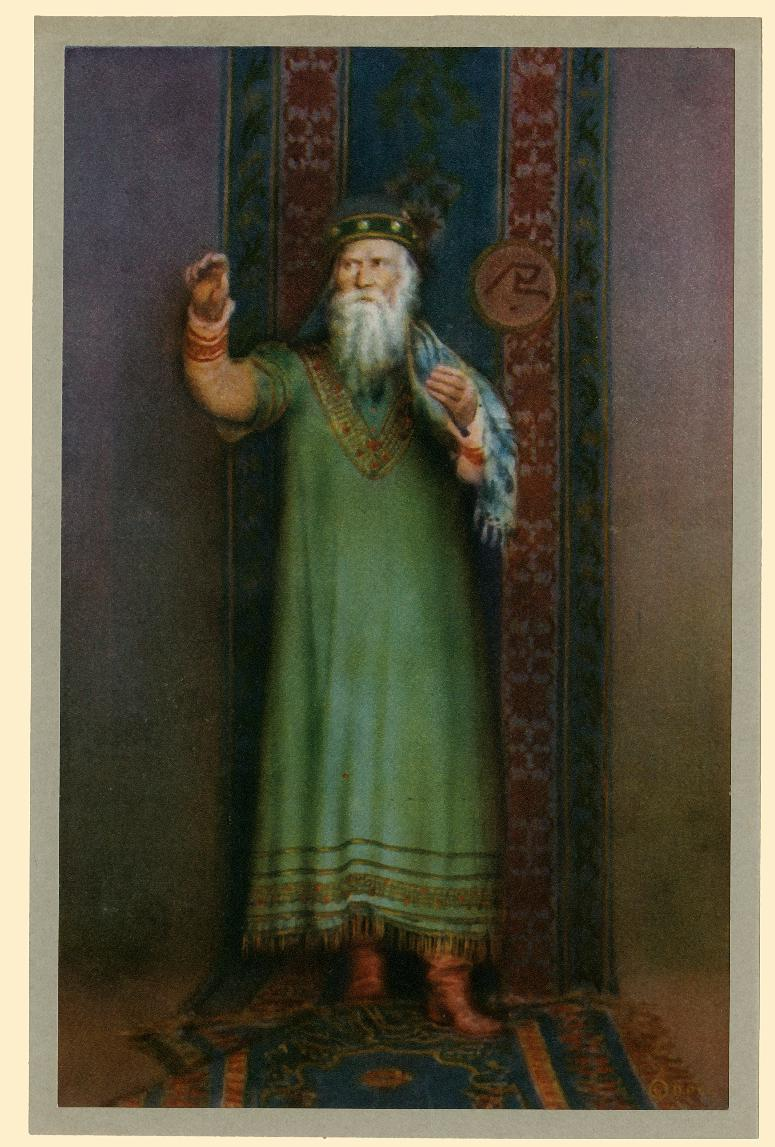
Helpless Pieces of the Game he plays, Rubaiyat Omara Khayyam
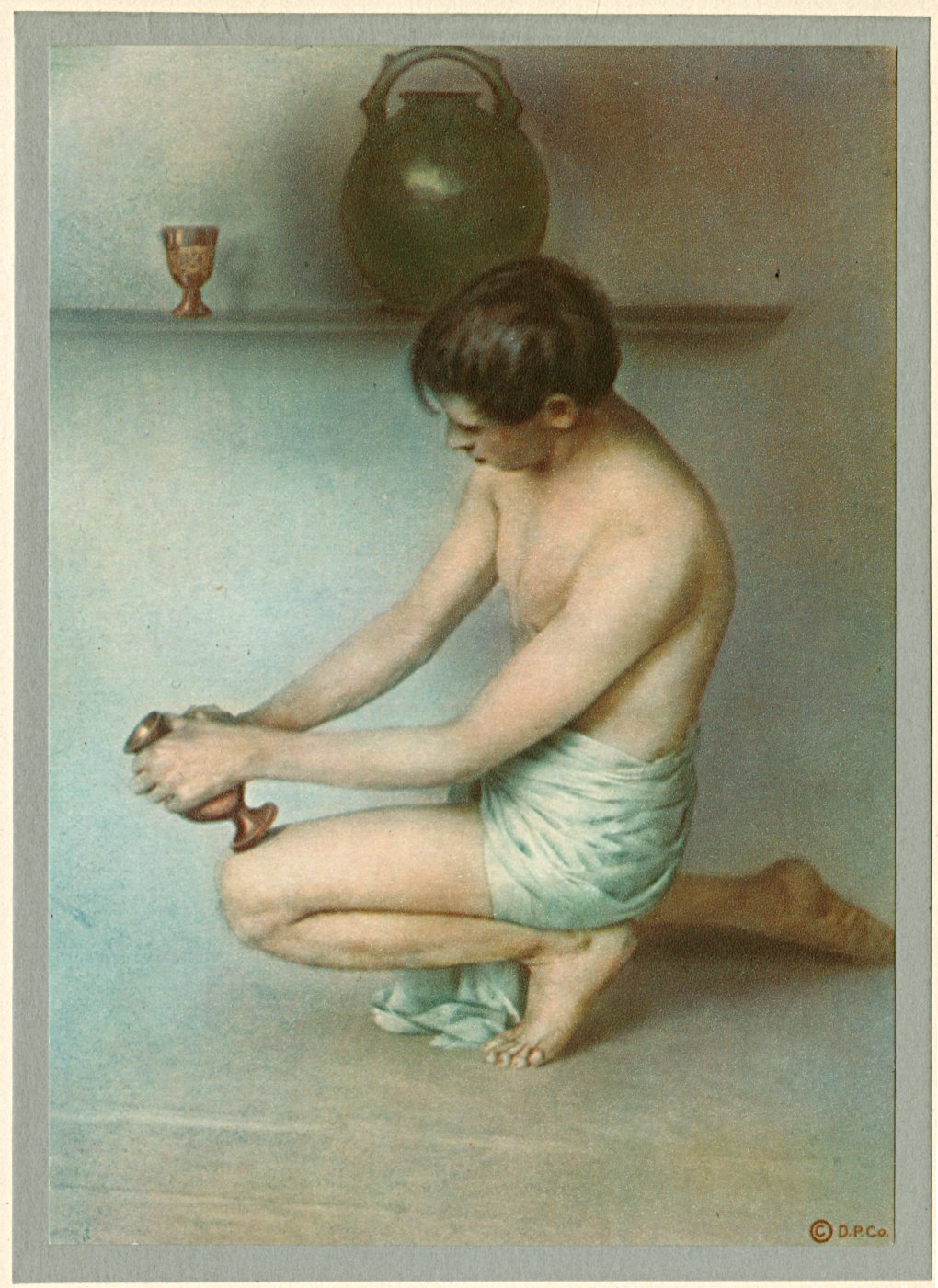
Did the Hand then of the Potter shake, Rubaiyat Omara Khayyam
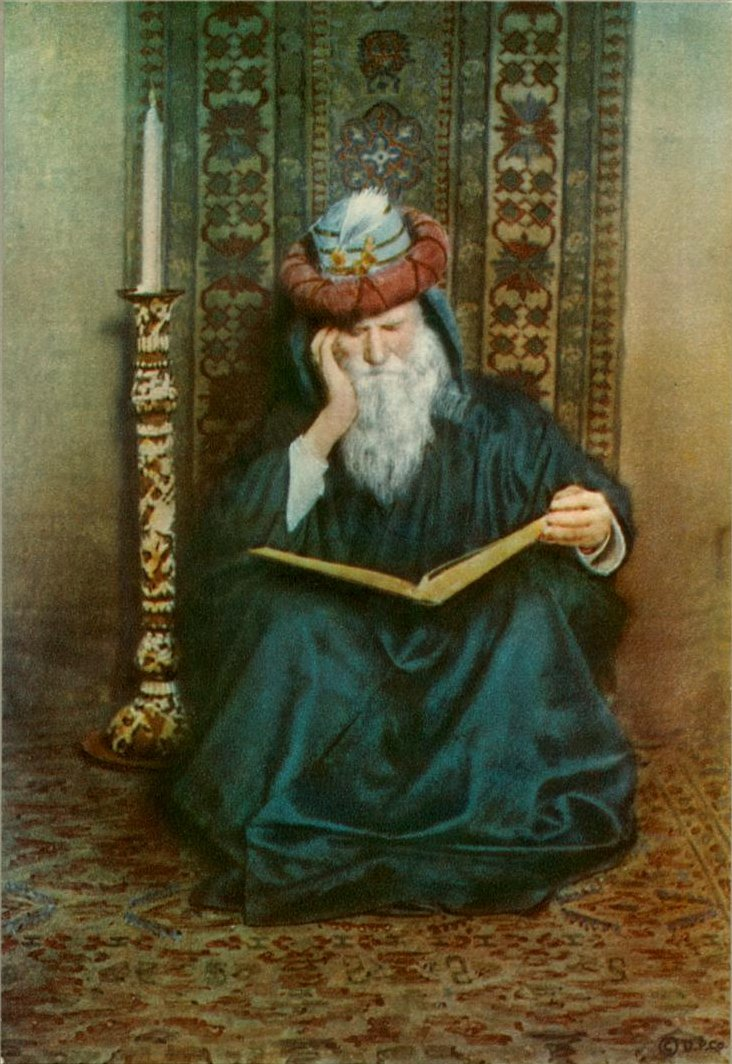
Earth could not answer nor the Seas that mourn, Rubaiyat Omara Khayyam
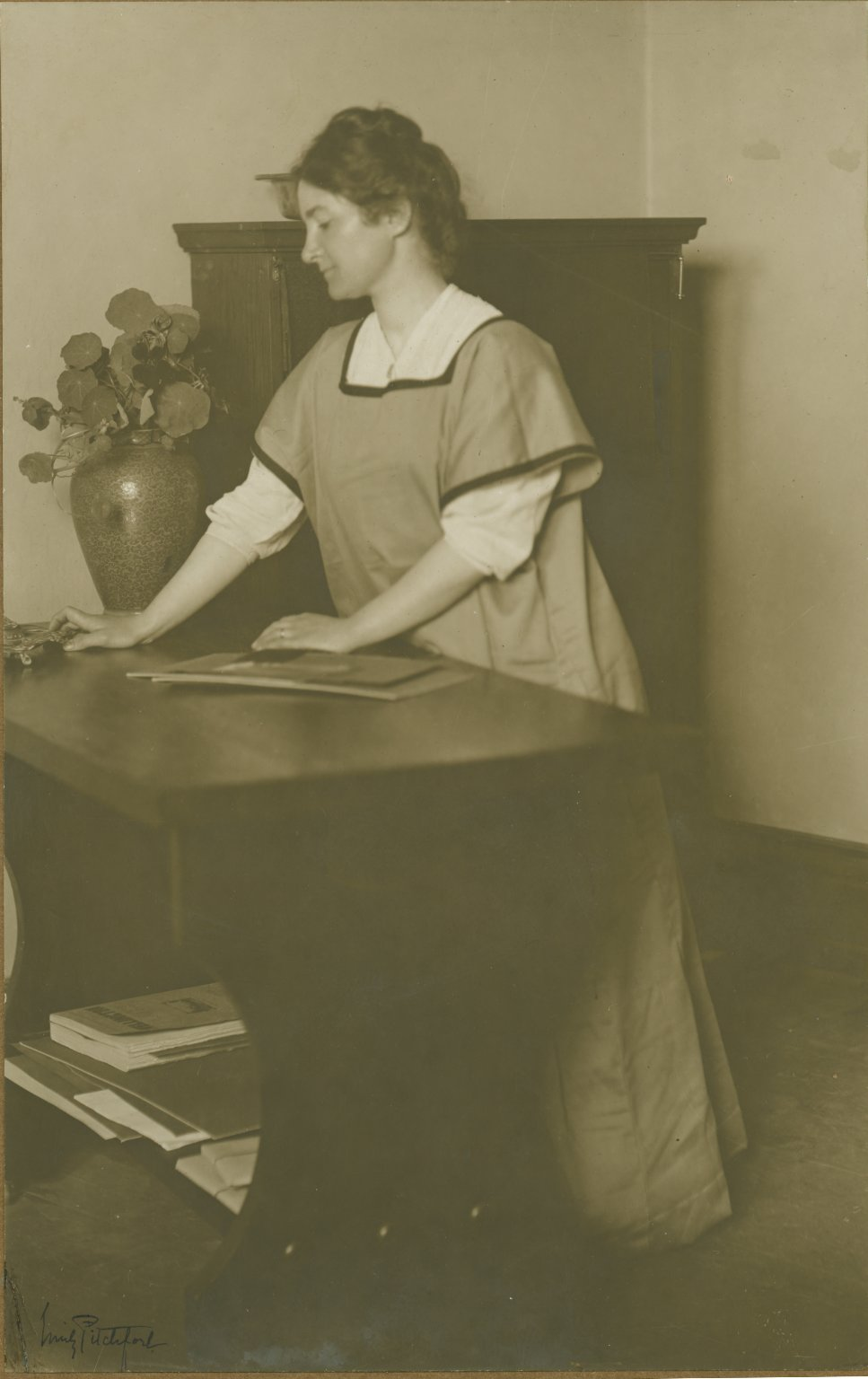
Emily Pitchfordová: Adelaide Hanscomová Leesonová, 1900